# Obwód Nieśwież Armii Krajowej
Obwód Nieśwież – jednostka terytorialna Związku Walki Zbrojnej, a następnie Armii Krajowej. 
Operowała na terenie powiatu nieświeskiego. Nosiła kryptonim „Strażnica”.
Obwód Nieśwież wchodził wraz z Obwodem Słonim i Obwodem Baranowicze w skład Inspektoratu Rejonowego Południowego Okręgu Nowogródek.
Komendantem Obwodu był por. Stanisław Winter ps. „Stanley”.